# ブリジット・モイナハン
ブリジット・モイナハン（Bridget Moynahan, 本名; Kathryn Bridget Moynahan、1972年9月21日 - ）は、アメリカ合衆国の女優。

## プロフィール
ニューヨーク州で生まれ、マサチューセッツ州ロングメドーで育つ。両親ともにアイルランド系で父親は科学者、母親は教師。
高校卒業後にモデルとしてヴォーグなどに登場。ニューヨークで演技を学び、近年『トータル・フィアーズ』、『リクルート』、『アイ,ロボット』等の映画に出演。テレビドラマの人気シリーズ『セックス・アンド・ザ・シティ』にも、ミスター・ビッグの婚約者ナターシャとしてゲスト出演した。『シックス・ディグリー』（Six Degree）にはレギュラーとして出演した。

### 私生活
2004年から2006年12月までNFLのスターQBトム・ブレイディと交際。2007年2月18日記者会見を行い、妊娠3ヶ月で胎児の父親は交際していたブレイディであることを告白した。同年8月22日に男の子を出産をした。
2010年から映画監督のマックGと交際していたが、2015年10月17日に証券会社スチュアート・フランケルの共同社長のアンドリュー・フランケルと結婚。相手のアンドリューにも息子が3人おり、ともに子連れの結婚となった。

## 主な出演作品

### 映画
| 公開年 | 邦題 原題                                                        | 役名                     | 備考 |
| ------ | ---------------------------------------------------------------- | ------------------------ | ---- |
| 1999   | ストリート・オブ・エンジェル/ニューヨークの天使 Row Your Boat    | アパートのオーナー       |      |
| 2000   | コヨーテ・アグリー Coyote Ugly                                   | レイチェル               |      |
| 2000   | アマンダ・ピートのピンクな気持ち/ワタシは、Hなオンナのコ Whipped | マリー                   |      |
| 2001   | セレンディピティ Serendipity                                     | ハリー・ブキャナン       |      |
| 2002   | トータル・フィアーズ The Sum of All Fears                        | キャシー・マラー医師     |      |
| 2003   | リクルート The Recruit                                           | レイラ・ムーア           |      |
| 2004   | アイ,ロボット I, Robot                                           | スーザン・カルヴィン博士 |      |
| 2005   | ロード・オブ・ウォー Lord of War                                 | エヴァ・フォンテーン     |      |
| 2006   | unknown/アンノウン Unknown                                       | エリザ・コールズ         |      |
| 2007   | デス・サファリ サバンナの悪夢 Prey                               | エイミー・ニューマン     |      |
| 2007   | NOISENoiseノイズ Noise                                           | ヘレン・オーウェン       |      |
| 2010   | ラモーナのおきて Ramona and Beezus                               | ドロシー                 |      |
| 2011   | 世界侵略:ロサンゼルス決戦 Battle: Los Angeles                    | ミッシェル               |      |
| 2014   | ジョン・ウィック John Wick                                       | ヘレン・ウィック         |      |
| 2017   | ジョン・ウィック: チャプター2 John Wick: Chapter 2               | ヘレン・ウィック         |      |

### テレビシリーズ
| 放映年    | 邦題 原題                                     | 役名                     | 備考         |
| --------- | --------------------------------------------- | ------------------------ | ------------ |
| 1999-2000 | セックス・アンド・ザ・シティ Sex and the City | ナターシャ               | 7エピソード  |
| 2006-2007 | Six Degrees                                   | ホイットニー・クレイン   | 13エピソード |
| 2008      | 弁護士イーライのふしぎな日常 Eli Stone        | アシュリー・カーディフ   | 2エピソード  |
| 2010-2013 | ブルーブラッド ～NYPD家族の絆～ Blue Bloods   | エリン・レーガン・ボイル | 67エピソード |